# Máel Sechnaill mac Máele Ruanaid

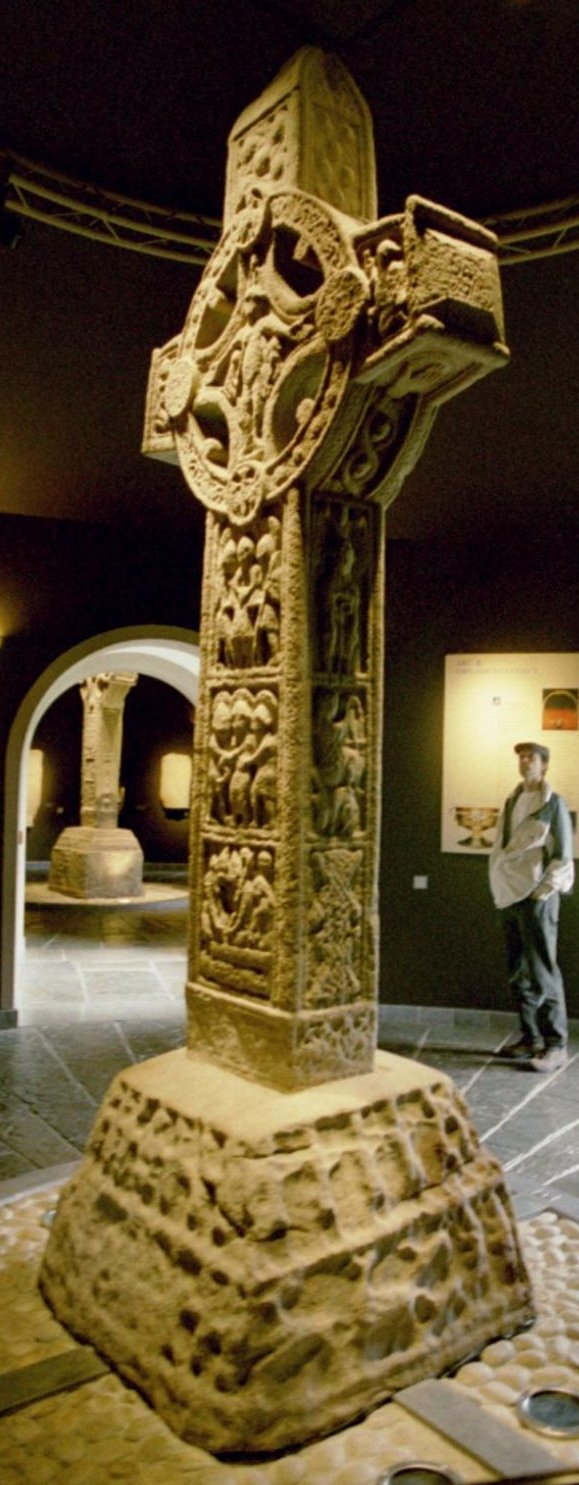
Creu de les Escriptures, Clonmacnoise, per encàrrec del fill de Máel Sechnaill, Flann Sinna, i construïda en el 901. Creus més simples van ser erigides per Máel Sechnaill, incloen la creu del sud inclosa a Clonmacnoise i eixes a Kinnitty i Killamery per Kilkenny.

Máel Sechnaill mac Máele Ruanaid (mort el 27 de novembre del 862) va ser Alt Rei d'Irlanda. Els Annals d'Ulster empren el títol en antic irlandès de rí hÉrenn uile, que significa "rei de tota Irlanda", en informar de la seva mort, distingint a Máel Sechnaill dels habituals Reis de Tara que són només dits Alts Reis d'Irlanda en fonts posteriors com ara els Annals dels Quatre Mestres o el Foras Feasa ar Éirinn de Geoffrey Keating.

## Rerefons
Máel Sechnaill era el net de Donnchad Midi mac Domnaill del Clann Cholmáin, que fou Rei de Tara des del voltant de 778 fins al 797. El Clan Cholmáin era vassall d'Uí Néill el qual governaven com Reis de Mide en la Irlanda Central. Mentre que els Uí Néill dels Sud havien estat dominats pels Síl nÁedo Sláine (Reis de Brega) en el segle VII i principis del VIII, els Clan Cholmáin eren dominants des de l'època del besavi de Máel Sechnaill, Domnall Midi. El Regnat de Tara, un títol en gran manera simbòlic, va ser alternat entre el Clannad Cholmáin com representatius d'Uí Néill del Sud i el Cenél nEógain com representatius de l'Uí Néill del Nord.
| Máel Sechnaill mac Máele Ruanaid Clan Cholmáin |                           |                                 |
| Títols de regnat                               |                           |                                 |
| Precedit per: Fland mac Maele Ruanaid          | Rei de Mide 845–862       | Succeït per: Lorcán mac Cathail |
| Precedit per: Niall Caille                     | Alt Rei d'Irlanda 846–862 | Succeït per: Áed Findliath      |